# そよら新金岡
そよら新金岡（そよらしんかなおか）は、大阪府堺市に所在する都市型ショッピングセンターである。
本記事では前身であるショッピングセンターエブリーについても併せて記載する。

## 概要
新金岡駅前、閉館したショッピングセンターエブリーの跡地に立地する。駐車場は専用の平面駐車場のほか、隣接するフレスポしんかなの8階駐車場も利用できる。
ショッピングセンターエブリーは、1983年（昭和53年）4月2日に開業した。開業当初の核店舗はニチイ新金岡店であった。敷地面積は約11,765m2で、建物は鉄筋コンクリート造地上5階建て、床面積は約28,165m2、店舗面積は約13,290m2であった。駐車場は約700台分用意されていた。建物は新金岡商業協同組合が所有していた。
核店舗のニチイ新金岡店は、後に新金岡サティに業態転換した。2011年（平成23年）には、ジャスコとサティがイオンに統一されることに伴い、店名をイオン新金岡店に変更した。
ショッピングセンターエブリーは老朽化を理由として2019年（令和元年）5月19日に閉館した。閉館後、跡地の一部に4棟のマンションを建設することが告知された。
2020年（令和2年）10月15日に、新施設が着工した。新施設の仮称はイオンそよら新金岡となった。
2021年（令和3年）7月17日に、そよら新金岡として再開業した。イオングループの都市型ショッピングセンター「そよら」としては、海老江に次ぐ2番目の開業となる。また、当施設の開業に合わせてイオンそよら海老江がそよら海老江に改称した。以降は「イオンそよら」の名称は基本的に使用されていない。

## テナント
核店舗のイオンスタイル新金岡は従来のような総合スーパー（GMS）とは異なり、食料品及び化粧品、日用品に特化した形となる。衣料品の販売は行わない。
専門店では、大創産業が「ダイソー」と「THREEPPY」の2業態を出店する。その他、歯科医院やフィットネスジムなども出店し、専門店数は合計16店舗となる。

## フロア構成
| 階  | フロア概要                                   |
| --- | -------------------------------------------- |
| 2階 | 専門店                                       |
| 1階 | イオンスタイル（食料品・日用品）・イオン薬局 |